# Морозовский (Волгоградская область)
Морозовский — опустевший хутор в Новониколаевском районе Волгоградской области России. Входит в состав Мирного сельского поселения.

## История
В соответствии с Законом Волгоградской области от 22 декабря 2004 года № 975-ОД «Об установлении границ и наделении статусом Новониколаевского района и муниципальных образований в его составе», хутор вошёл в состав образованного Мирного сельского поселения.

## География
Расположен в северо-западной части региона, в степной зоне, в пределах Хопёрско-Бузулукской равнины, у р. Кардаил.
Уличная сеть состоит из одного географического объекта: Морозовская ул.
Абсолютная высота — 130 метров над уровнем моря.

## Население
| 2010 |
| ---- |
| 0    |

Национальный состав
Согласно результатам переписи 2002 года, в национальной структуре населения
русские составляли 100 % от общей численности населения в 16 чел..

## Инфраструктура
Было развито личное подсобное хозяйство.

## Транспорт
Просёлочные дороги.